# Tony Vega
Eladio Antonio Vega Ayala (Salinas, Puerto Rico, 13 de julio de 1957), más conocido artísticamente como Tony Vega, es un cantautor y músico puertorriqueño de salsa.

## Primeros años
Tony Vega nació en Salinas, Puerto Rico cuando su papá trabajaba en el ejercito, a los 3 meses se mudó para Filadelfia donde vivió 10 años y luego se trasladó con su familia a Puerto Rico donde recibió su educación primaria. En 1967, cuando tenía 10 años, tocó la conga para una banda de niños llamada "La Preferida". Su familia se mudó a la Ciudad de Nueva York en 1968. En Nueva York, Vega continuó yendo a la escuela. Sin embargo, en su tiempo libre, tocó la conga para varias bandas de rock latinas incluyendo "City Trash".
La música latina era muy popular en Nueva York durante los años 1970s y mientras Vega tocaba la conga para las bandas de rock locales, empezó a interesarse cada vez más por en el estilo de música afroantillana conocido como la salsa. Escuchó y fue influenciado musicalmente por Ismael Rivera, Rafael Cortijo, Rafael Ithier y El Gran Combo.

## 1978 - 1987
En 1978, después de terminar la escuela secundaria, Tony Vega fue examinado y aceptado por "La Selecta", una bien conocida banda salsera dirigida por Raphy Leavitt. Cantó con la banda y grabó "Cosquillita", "Sheila Taina" y "El Picaflor" que fueron grandes éxitos. En 1980, Vega estaba haciendo un show con La Selecta y en la audiencia estaba otro director de orquesta salsera, Willie Rosario. Vega impresionó a Rosario, que lo invitó a unirse a su banda. Hizo y participó en muchas grabaciones, y compartió los créditos con un cantante joven que se llamaba Gilberto Santa Rosa de 1981 a 1986. Vega también desempeñó un papel esencial en la grabación de "La Nueva Cosecha", que fue candidata para un Premio de Grammy. Vega permaneció con Rosario durante seis años.
En 1986, Vega se unió a la banda de Louie Ramírez antes de regresar a Puerto Rico. En Puerto Rico, su amigo Giovanni Hidalgo lo presentó a Eddie Palmieri. Palmieri grabó con Vega y terminó contratándolo. Vega participó en la grabación de "La Verdad" (The Truth) que ganó un Grammy para Palmieri. Viajó con la banda por España, los Países Bajos, Suiza, Alemania, Dinamarca y Yugoslavia.

## Carrera solista
En 1988, Vega formó su propia orquesta y grabó como solista por primera vez bajo la naciente compañía RMM. Su álbum "Yo me quedo" se convirtió en un éxito. Continuó con la grabación del álbum "Lo mío es amor", que incluyó canciones como "Dile", "Sólo faltas tú", "Lo mío es amor" y una canción en inglés "Love is Forever". Este álbum ganó el Premio de disco de oro. En 1991 Vega ganó un Premio de Disco de Platino con el éxito de su álbum "Uno Mismo". Participó en la grabación de Tito Puente #100 "El Rey de Mambo" (The Mambo King)" en el año 1991.

## Reconocimientos
En 1992 fue un año muy ocupado para Tony Vega. Fue premiado con La Husca en Panamá y en Puerto Rico ganó el Premio de Oro Agüeybaná para la Mejor Orquesta del Año. Ese año Tony Vega y su banda tocaron en España, Chile, Colombia y los Estados Unidos. También estaba entre un comité enviado a España por el Gobierno de Puerto Rico para representar a la isla cuando se le otorgó el Premio Príncipe de Asturias. Tocó en el Palacio de los Deportes de Madrid.
En 1996, Vega participó con Marc Anthony en las ceremonias de apertura del 7º Campeonato Mundial de Gimnasia que se celebró en Puerto Rico.

## Discografía
- 1978: Raphy Leavitt & La Selecta
- 1980: Willie Rosario - El de a 20 de Willie
- 1981: Willie Rosario - Primer Concierto de la Familia TH
- 1981: Willie Rosario - The Portrait of a Salsa Man
- 1982: Willie Rosario - Atízame el Fogón
- 1983: Willie Rosario - Salsa Machine
- 1983: Willie Rosario - Segundo Concierto de la Familia TH
- 1984: Willie Rosario - Nuevos Horizontes
- 1985: Willie Rosario - Afincando
- 1986: Willie Rosario - Nueva Cosecha
- 1987: Louie Ramírez & La Superbanda
- 1987: Eddie Palmieri - La Verdad
- 1988: Yo Me Quedo (RMM Records)
- 1990: Lo Mío Es Amor (RMM Records)
- 1991: Uno Mismo (RMM Records)
- 1992: Aparentemente (RMM Records)
- 1994: Si Me Miras a los Ojos (RMM Records)
- 1996: Tony Vega (RMM Records)
- 1997: Feelings (RMM Records)
- 1997: Serie Cristal: Greatest Hits (RMM Records)
- 1998: Hoy Quiero Cantarte (RMM Records)
- 2000: Hablando del Amor (RMM Records)
- 2001: Después de Todo (Universal Music Latino)
- 2002: The Best... (Universal Music Latino)
- 2002: Serie 32 (RMM Records)
- 2003: Oro Salsero: 20 Éxitos (Universal Music Latino)
- 2004: Cuestión de Fe (Universal Music Latino)
- 2004: Tú Eres Mi Respirar (Universal Music Latino)
- 2004: Las 32 Más Grandes de Tony Vega (Líderes Records)
- 2006: Que Tire la Piedra (AP Records)
- 2006: Pura Salsa (RMM Records)
- 2006: Serie Top 10 (Universal Music Latino)
- 2008: En Concierto (Codiscos)
- 2008: Serie Cinco Estrellas de Oro (Universal Music Latino)
- 2008: The Greatest Salsa Ever (Universal Music Latino)
- 2010: Oro Salsero: 15 Éxitos (Machete Music)
- 2021: Intimo (En Vivo) (Independiente)
- 2024: Intimo 2 (En Vivo) (Independiente)

## Sencillos
- Cosquilla
- Sheila Taina
- El picaflor
- Mi amigo el payaso
- Caramelito del campo
- Busca el ritmo
- Prohibiciones
- Cómo es posible
- El cuatro
- Yo me quedo
- Tu prenda tendida
- Quédate
- Nadie te mandó
- Lo mío es amor
- Sólo faltas tú
- Dile
- Ella
- Esa mujer
- Uno mismo
- Dame tiempo
- Ya es tiempo de olvidar
- Si me miras a los ojos
- Ella es.
- Fui la carnada
- Hoy quiero cantarte
- Si tú supieras
- Mi Iglesia
- Tropical Tribute to the Beatles
- La combinación perfecta
- Me has echado al olvido
- Carita de sol
- Después de todo
- Mi swing
- Sal de aquí
- Cuestión de fe
- Que tire la piedra
- Regresa pronto
- Para querernos
- Olvidalo ya

## Actualmente
Entre su más recientes producciones están "Si me miras a los ojos" (If you look into my eyes), "Hoy vine a cantarte" (Today I came to sing to you), "Tributo tropical a los Beatles" y "La combinación perfecta" (The Perfect Combination).  
Tony Vega continúa tocando y cantando pero no tan a menudo como antes. En 1996 se volvió un "cristiano renacido".
La preciosa voz de Tony Vega y su habilidad innata para tocar salsa contemporánea en la mejor tradición de los soneros clásicos han sido pulidas y refinadas a través de sus 33 años como artista, primero como percusionista y luego como cantante. Hasta este momento, Tony Vega ha participado en la grabación de 21 discos, incluyendo los primeros ocho discos de solista con su propia orquesta y la compañía discográfica RMM.
Tony Vega es también sobrino de otro gran cantante de salsa como es el señor Adalberto Santiago.